# 顏水龍
顏水龍（1903年6月5日—1997年9月24日），臺灣臺南市下營區人，臺灣畫家、民俗工藝研究者及藝術教育家，曾在1934至1937年間，與楊三郎、廖繼春等人合作創立臺陽美術展覽會與臺陽美術協會，並花費半生時光於研究推廣臺灣手工藝，致力於培育工藝美術人材。1944年起，先後任教於臺南工業專門學校（今國立成功大學）、臺南家政專科學校（今臺南應用科技大學）以及實踐家政專科學校（今實踐大學）。1950年後，其作品開始聚焦於臺灣原住民、臺灣風景等主題，表現對台灣土地及人文的關懷。
顏水龍是臺灣邁向現代工藝及近代美術設計的奠基者與推動者，也是研究、描繪台灣原住民文化的先驅者。

## 生平

### 求學
顏水龍於1903年出生於日治臺灣茅港尾西堡（今臺南市下營區）紅毛厝，1910年，顏水龍父母先後去世。1915年下營公學校畢業後入臺南廳教員養成所，1918年回母校下營公學校服務，擔任教職。受其同校教員澤田武雄（石川欽一郎學生）鼓勵，1920年赴東京私立正則中學修習素描。
1922年，以半工半讀方式進修於美術學校的顏水龍順利考上東京美術學校西畫科，並結識了台灣赴日的校友王白淵、張秋梅、廖繼春等人。期間受教於藤島武二與岡田三郎助，藤島武二的嚴謹畫風與岡田家中工藝收藏品對顏水龍影響甚大。
1927年3月，自東京美術學校畢業。7月，與陳澄波、楊三郎、倪蔣懷、陳植棋、李梅樹、郭柏川、范洪甲、陳承藩、陳慧坤、張秋海、 張舜卿、廖繼春等十三人組織「赤島杜」畫會（1934年解散）。9月入東京美術學校研究科修習。
1929年，因霧峰林獻堂資助，留學法國。1930年8月11日，顏水龍搭乘西伯利亞鐵路出發，28日抵達法國。旅法期間居住在日本留學生宿舍（Maison du Japon），並於大茅舍藝術學院（Académie de la Grande Chaumière）與現代藝術學院（Acadèmie Art Moderne）學習。1931年時以《少女》（La jeune fille）、《蒙特梭利公園》（Parc de Montsouris）入選法國秋季沙龍展，作品受到让·马尔尚與費爾南·萊熱影響。1932年，顏水龍於坎城養病時認識畫家凱斯·凡·東根，也師承凡·東根的裝飾性色彩。同年6月，劉啟祥與楊三郎循海路赴法國留學，抵達馬賽港時顏水龍也前往迎接。1932年10月，顏水龍因肝病用盡積蓄，結束留學生活返回日本。

### 中年時期
1933年，顏水龍為了生計任職於大阪的「株式會社壽毛加社」（今，製售齒磨，即牙粉），從事廣告設計。在當時，學純美術的人踏入廣告設計相當少，覺得廣告太商業化了，但是顏水龍為壽毛加社設計的牙粉廣告，引起很大的迴響。1933年-1944年之間，顏水龍除了任職大阪外，也曾受臺灣總督府之聘回臺推廣工藝美術，1940年在臺南州學甲鄉北門地區創立「南亞工藝社」，指導當地居民用自己栽種的鹹草編製各種生活用品，如草蓆、草袋（或稱茄荎）、草埔鞋或鞋帽等。顏水龍還將「茄荎」改良為手提袋，這些改良產品外銷到日本及大陸，在戰爭時期大受歡迎。
中年時期作品以工藝美術為主，分別於1934年及1937年，與楊三郎、廖繼春等人合作創立了臺陽展與「台陽美術協會」；1940年與張萬傳、陳德旺、范倬造、黃清亭、洪瑞麟、藍運登、謝國鏞等人組織「台灣造形美術協會」。1942年，40歲的顏水龍與金𤆬治結婚後，於2年後定居臺南。隔年被聘為臺南工業專門學校（今國立成功大學）建築工程學科助教授，教授素描與美術工藝史，專門推廣臺灣工藝美術作品。也參與當時由當時臺南市市長羽鳥又男所主持的赤崁樓修復。
1945年政權轉換，臺南高等工業學校改制為「臺灣省立臺南工業專科學校」，兩年後（1949）再改為「臺灣省立臺南工學院」，仍被聘為教授，至1949年7月辭職，前往臺灣省工藝品生產推行委員會擔任設計組長，為手工藝的推廣及生產持續努力。此時，他也早已擔任「臺灣省全省美術展覽會」（簡稱「全省美展」）評審，並持續繪畫作品的創作。在1950年，即有〈山地姑娘〉等有關原住民文化的作品出現，畫面中的女性，總是穿戴著華美的服裝與飾品，呈顯原住民文化的美麗與尊嚴。
1951年，顏水龍受聘擔任臺灣省政府建設廳技術顧問，專責輔導臺灣手工藝之發展；為此，他再次廣泛展開全臺各地的手工業狀況，提出各種復興方案，並在各縣市舉辦手工藝講習班，教導通草紙人造花、刺繡、編織、竹細工、藤工等工藝，並著作出版《臺灣工藝》一書。1953年，建設廳在臺北市中山南路省立工業試驗所設立手工藝品陳列室，顏水龍亦協助陳列、研究等工作。
1954年，農復會聘請顏水龍擔任農業經濟組顧問，進行全省手工藝總調查，並撥款赴日考察、購置機械，收集相關資料，重新規劃臺灣手工藝復興計劃方案。1955年，中美協防條約正式生效，「美援」開始，又得到聯合國遠東手工藝輔導委員會輔導，並在1956年遣派手工藝專家Mrs.E.Wills來臺指導，在南投草屯創立「南投縣手工藝研習班」，後提升為省屬，受到當時省政府全力支持，現為國立臺灣工藝研究發展中心，對臺灣工藝復甦、農村經濟發展等，顏水龍都是其中的靈魂人物，具有重大貢獻。
而除了工藝美術推廣外，他也是臺灣企業識別標誌（CIS）的先驅者，例如臺中太陽堂餅店之識別標誌、食品包裝、店內設計等都是出自顏水龍之手。

### 晚年與退休

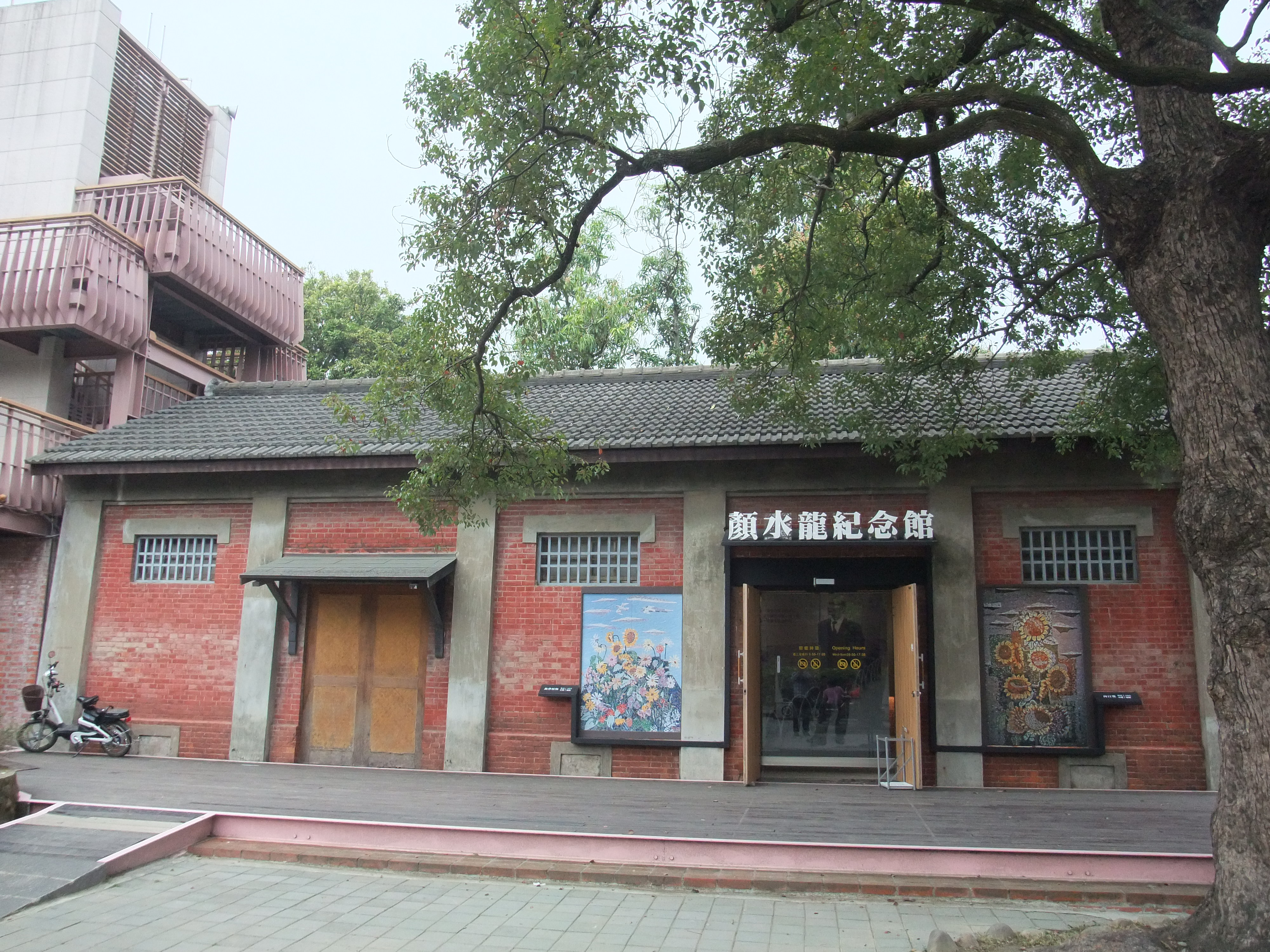
臺南麻豆總爺藝文中心的顏水龍紀念館

晚年藝術作品大多是以台灣原住民為題材的繪畫創作。除此，從1961年起，他陸續製作了一連串的馬賽克壁畫，例如1961年受關頌聲在死前所託的臺灣體育大學體育場外牆的《運動》等等。其中，臺中太陽堂的向日葵大壁畫還因涉及政治禁忌，而被藝術家親自以木板封蓋，既避免自己涉入「親共」嫌疑，更避免作品的可能被拆除毀損，直到25年後的1989年才得以重見天日 ，這也是顏水龍最喜歡的一件馬賽克作品。
除製作大壁畫以美化環境，顏水龍也涉足景觀規劃，最知名也具典範性意義者，即臺北市敦化南北路的林蔭大道。1970年應台北市長高玉樹之邀擔任臺北市顧問，成為參與與推動美化臺北市容的重要人物，提出敦化北路、仁愛路寬闊林蔭大道及仁愛圓環的構想 ，這正是顏水龍年輕在法國巴黎香榭大道的經歷所演化；這條呈英文字母Ｌ字形狀的林蔭車行大道起終點則為松山機場與總統府。該道路配合松山機場的擴建，充實了臺北做為首都迎賓的門面。當年設計時曾被批評太浪費土地，但經歷史證明，這是市民票選臺北市最美麗的道路，且濃密的林木，既降低了噪音、減少了塵埃，更成為市民休閑生活、舒緩身心的最佳的場所。
1960年至1968年間於國立臺灣藝術專科學校（今國立臺灣藝術大學）兼任教職；並於臺南家政專科學校、東方工專擔任美工科創科主任。1971二月成立實踐家政專科學校（今實踐大學）美術工藝科，並擔任該科教授兼科主任。
顏水龍曾著作〈我對促進臺灣手工業所作之努力〉（1997）及〈我與臺灣手工藝──從事工藝40年的回與前瞻〉（1978），是他畢生成就的回顧，也是臺灣工藝發展的重要史料。1984年，自實踐家專（今實踐大學）教職退休，之後大部分時間都專於繪畫，也舉辦了多次的回顧展。1986年，顏水龍受頒第11屆國家文藝特別貢獻獎，1987年獲教育部薪傳獎。1989年規劃臺中縣編織博物館。晚年受林玉山影響喜愛上迪士尼卡通人物。
1997年9月24日，因多重器官衰竭病逝於臺中榮總，享耆壽94歲，歸葬故鄉臺南紅毛厝。

## 作品

### 畫作

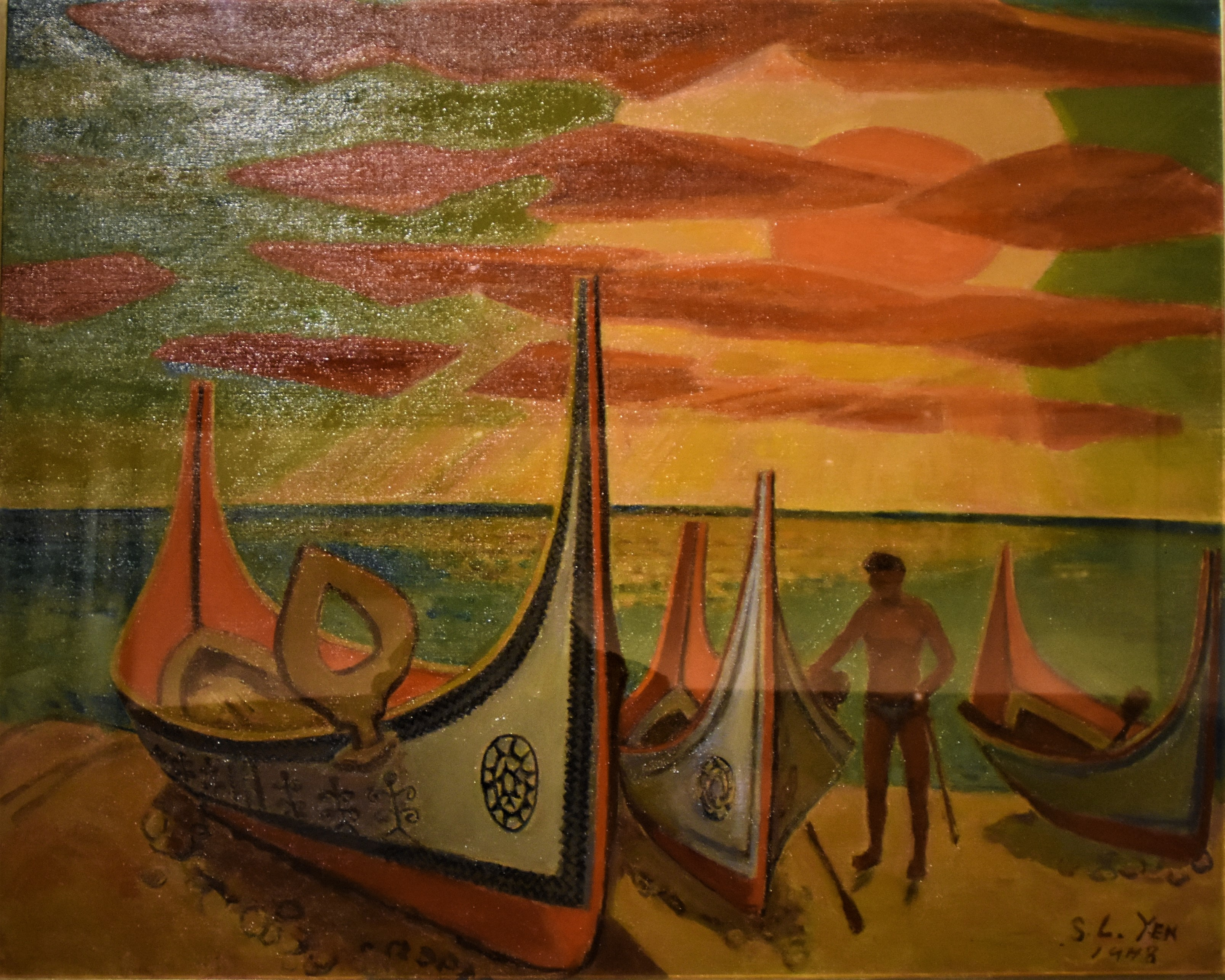
《蘭嶼》

- 中年：《范無如區訣別圖》、《憩》
- 晚年：《藍與白》與《穿白禮服的小姐》

### 工藝與設計
- 顏水龍竹家具手繪圖-客廳椅、茶几、邊桌、三層架等，1954年。顏水龍先生致力於竹材、竹製品的探討，訪查各後以模組化概念設計竹管家具[14]。
- 竹製乳母椅，1990年，顏水龍設計、許正製作[15]。
- 藺草提籃、藺草拖鞋，1993年，顏水龍設計、謝春子製作。台南鹹草製作，常民日常使用的提籃[15]。
- 竹製客廳椅、竹製餐桌椅，1994年，顏水龍設計、李榮烈製作。由竹管材料製作的常民家具組[15]。
- 木製餐桌組，1994年，顏水龍設計、李榮烈製作。桌面採實木及夾板膠合中式設計，椅子框架類西方造形，椅面則以麻繩編製[15]。

### 馬賽克磚壁畫
- 1961年：台中體育場外牆《運動》[9]
- 1962年：台灣基督長老教會嘉義博愛教會《耶穌》
- 1963年：林商號合板公司高雄工廠《林商號高雄工廠鳥瞰圖》。隨著台北總公司建築拆除，此作品已遭破壞不復存在。
- 1964年：臺中太陽堂餅店《向日葵》
- 1966年：臺北日新戲院《旭日東昇》，2021年戲院拆除並於8月將壁畫搬遷保存，私人收藏
- 1967年：豐原高爾夫球俱樂部《高爾夫球揮桿》
- 1969年：劍潭公園《從農業社會到工業社會》、台北中山堂、臺北自強隧道
- 1971年：大鐘印染廠臺中烏日廠馬賽克壁畫《人物及布料圖》，2008年烏日廠拆除，作品遷至桃園中壢廠
- 1971年：臺中端容眼科診所門口壁畫《眼》
- 1972年：兩幅《熱帶植物》。一為楊玉城自宅《熱帶植物》，曾於2008展出。另一幅《熱帶植物》原為小林家族收藏，2018年捐贈臺南市美術館
- 1973年：電光企業臺北門市《熱帶魚》，門市拆除時遭卸為10塊，後業者找專人修復後捐贈給國立臺灣工藝研究發展中心[16]
- 1984：台北市三連大樓《竹林》及《採棉圖》
- 1986：花蓮慈濟醫院《釋迦治病圖》

### 浮雕

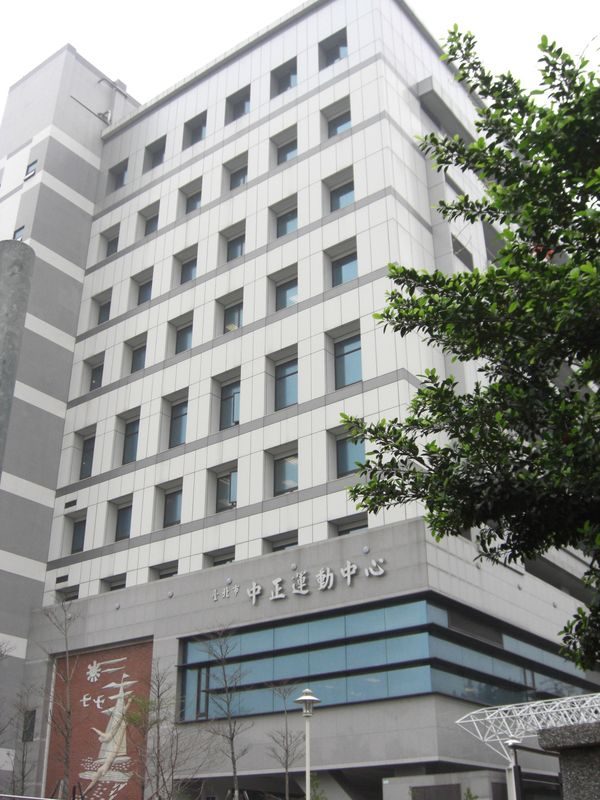
改建後的中正運動中心仍保留顏水龍於1970年的浮雕《游泳跳水》

- 1970年：臺北市東門游泳池（今中正運動中心）《游泳跳水》
- 1972年：臺北市網球場（臺北小巨蛋隔壁）《打網球》

## 影視作品
- 電視劇《紫色大稻埕》，許仁飾（2016年）。
- 紀錄片《藝界巔峰-顏水龍》（2007年，行政院文化建設委員會發行）、《藝界顛峰-廖德政+顏水龍》（2015年），江國梁攝影、黃明川電影工作室製作。[17][18]

## 相關著作
- 莊素娥，《臺灣美術全集6‧顏水龍》（台北：藝術家，1992）
- 國立歷史博物館編輯委員會編輯，《顏水龍畫集》（台北：國立歷史博物館，1992）
- 涂瑛娥，《蘭嶼‧裝飾‧顔水龍》（台北：雄獅美術，1993）
- 顏水龍，《台灣第一廣告人：顏水龍廣告作品》（台北：時報文化，1997）
- 江學瑩，《美麗的台灣農村：顔水龍》（台北：雄獅美術，2000）
- 林武憲，《顔水龍：紅毛厝傳奇》    （台南：台南縣文化局，2000）
- 張瓊慧，《台灣工藝21‧顔水龍與生活工藝特輯》（南投：台灣工藝季刊，2005）
- 張慧玲，《顔水龍工藝特展》（台中：國立台灣美術館，2005）
- 國立台灣工藝研究所，《工藝水龍頭：顏水龍的故事》（南投：國立台灣工藝研究所，2007）
- 生活工藝運動大展規劃小組，《顏水龍爺爺的故事》（南投：國立台灣工藝研究所，2009）
- 雷逸婷編輯，《走進公眾‧美化台灣：顏水龍》（台北：台北市立美術館，2012）
- 黃光男，《顏水龍：熱蘭遮城古堡》（台北：藝術家，2012）
- 陳思妤，《遇見工藝大師：顏水龍》（南投：國立臺灣工藝研究發展中心，2013）
- 林俊成，《鑲嵌藝術：馬賽克傳承》 （台北：愛書人雜誌，2013）
- 顏水龍，《臺灣工藝》（台北：國立台灣工藝研究發展中心，2016）

## 外部連結
- 顏水龍 - 尊彩藝術中心 LIANG GALLERY （页面存档备份，存于）
- 臺灣史檔案資源系統 - 顏水龍畫作與文書 （页面存档备份，存于）